# Erich Rauch
Erich Rauch (* 27. August 1922 in Graz; † 22. Mai 2003 in Klagenfurt) war österreichischer Arzt, Medizinalrat, Gründer und Leiter des ersten stationären Gesundheitszentrum für die Franz-Xaver-Mayr-Kur.

## Leben
Erich Rauch wurde in Graz als Sohn eines praktischen Arztes geboren. Nach mehrjähriger Kriegsgefangenschaft schloss Rauch sein Medizinstudium erst 1950 in Wien ab. In der Zeit der Ausbildung zum praktischen Arzt lernte Rauch den österreichischen Mediziner Franz Xaver Mayr und dessen Diagnostik – und Regenerationstherapien kennen und entwickelte als dessen Schüler in den folgenden Jahren die Franz Xaver Mayr-Kur weiter. Rauch setzte zusätzlich Massagen, Naturheilverfahren, Homöopathie und Reflextherapien ein. Er entwickelte Speisen für die „Milde Ableitungsdiät“ in der Mayr-Kur, ein Standardwerk für die Mayr-Mediziner.
Nach mehr als 20 Jahren ambulanter Praxis in Wien gründete er zusammen mit dem deutschen Unternehmer Rolf Deyhle am 1. August 1976 das erste stationäre Zentrum für die Franz Xaver Mayr-Kur, das „Gesundheitszentrum Golfhotel am Wörther See“. Rauch war bis zu seiner Pensionierung dort der erste ärztliche Leiter. Aber auch danach unterstützte er bis zu seinem Tod tatkräftig das Ärzteteam des Gesundheitszentrums Golfhotel am Wörther See. Neben seiner Arbeit als Arzt schrieb Rauch mehrere weltweit bekannte Standardwerke zur F.X. Mayr-Medizin.
Im Bereich der Psychotherapie arbeitete er ebenfalls und verfasste ein Lehrwerk zur Autosuggestion als begleitende Maßnahme einer ärztlichen Therapie. Ferner schrieb er eine Kurzanleitung zur Autosuggestion.
Der Mediziner Rauch war außerdem ein begeisterter Maler. Viele von Rauch gezeichnete Aquarelle, von denen einige im Golfhotel hängen, zeigen eine Verbindung zur Medizin und haben therapeutische Ansätze.

## Mitgliedschaften
- Internationale Gesellschaft der Mayr-Ärzte; von 1984 bis 1996 als Vorsitzender.

## Ehrungen
- Für seine Lebensleistung bekam er durch das österreichische Bundesland Kärnten den Titel eines „Medizinalrats“ verliehen.
- 1996 wurde Rauch Ehrenvorsitzender der Internationalen Gesellschaft der Mayr-Ärzte.

## Veröffentlichungen (Auswahl)
- Die Darmreinigung nach Dr. med. F. X. Mayr. Wie Sie richtig entschlacken, entgiften und entsäuern, 42. Auflage, Heidelberg 2001, Haug, ISBN 3-8304-2058-7
- F. X. Mayr. Blut- und Säfte-Reinigung. Das Basisbuch zur milden Ableitungsdiät. Rundum gesund durch tiefe Entschlackung, 22. Auflage, Stuttgart 2005, Haug, ISBN  3-8304-2181-8
- Lehrbuch der Diagnostik und Therapie nach F. X. Mayr. Kriterien des Krankheitsvorfeldes, der Gesundheit und Krankheit, Stuttgart 2005, Haug, ISBN 3-8304-7195-5
- mit Peter Mayr: Milde Ableitungs-Diät. Kochrezepte der milden Ableitungskur. Richtlinien für gesündere Ernährung, 13. Auflage, Heidelberg 1994, Haug, ISBN 3-7760-1456-3
- Autosuggestion und Heilung. Die innere Selbst-Mithilfe, 7. Auflage, Mannheim 1995, PAL-Verlag, ISBN 3-923614-17-9
- Anleitung zur Autosuggestion. 10 Selbsthilfe-Übungen, 6. Auflage, Heidelberg 1995, Haug-Verlag, ISBN 3-7760-1549-7